# 电子舌头
电子舌头是一种测量和比较味道的工具 。 
电子舌头使用味觉传感器从化学物质中接收信息并将其发送到模式识别系统，进而检测构成人类味觉的味道。味道类型共有五类，分别为酸味、咸味、苦味、甜味和鲜味。 
在人体中，味觉信号被大脑中的神经转换成电信号。电子舌头上的传感器亦复如是：它们也会在接收到味觉信号时产生电位变化。       

## 应用
电子舌头在各种工业领域有多种应用，它被应用于制药业、食品和饮料业等行业。它可以用于： 
- 分析饮料的味道变化（例如果汁，酒精或非酒精饮料 ，调味乳等）
- 分析药物在味道方面的稳定性
- 监测环境参数
- 监测生物和生化过程